# Иристонский район
Иристо́нский райо́н (осет. Ирыстойнаг район) — один из четырёх внутригородских районов Владикавказа (Республика Северная Осетия-Алания, Россия).
Крупнейший по территории район города, исторический район Владикавказа. Прежнее название — Ленинский район.
Занимает центральную, восточную и юго-восточную части города.

## Население
| 2002    | 2009    | 2010    | 2011    | 2012    | 2013    | 2014    |
| ------- | ------- | ------- | ------- | ------- | ------- | ------- |
| 77 891  | ↗79 869 | ↘79 038 | ↘78 997 | ↘78 304 | ↘77 707 | ↘77 595 |
| 2015    | 2016    | 2017    | 2018    | 2019    | 2020    | 2021    |
| ↗77 996 | ↗78 072 | ↘78 067 | ↗78 189 | ↘78 137 | ↘78 055 | ↘70 503 |
| 2023    | 2024    | 2025    |         |         |         |         |
| ↘70 319 | ↘70 087 | ↗70 339 |         |         |         |         |

## История
Указом Президиума Верховного Совета РСФСР от 10 июля 1962 года в г. Орджоникидзе (ныне Владикавказ) были образованы Ленинский и Промышленный районы. В 1990-е годы Ленинский район был переименован в Иристонский, от осетинского слова Ирыстон (Осетия).

## Объекты
Некоторые объекты республиканского значения в районе:
- Проспект Мира,
- Здание Правительства и Парламента,
- здание Администрации города,
- Верховный суд Республики,
- Вузы — СОГУ, СОГМА,
- Гимназия № 4,
- Гимназия № 5,
- Кинотеатр «Дружба»
- Железнодорожный вокзал,
- Национальный музей Республики,
- Художественный музей,
- Дом-музей Коста Хетагурова,
- Дом моды,
- Русский драматический академический театр им. Вахтангова,
- Дигорский государственный драматический театр
- Северо-Осетинская государственная филармония,
- Здание МВД,
- Стадион Спартак,
- Церковь Рождества Богородицы с некрополем (осетинская, на горке),
- Армянская церковь,
- Дворец детского творчества (Дворец пионеров),
- Дворец спорта «Манеж»,
- Вышка и телецентр ГТРК Алания,
- Комсомольский парк,
- Парк культуры и отдыха им. Коста Хетагурова,